# 패티 애스터

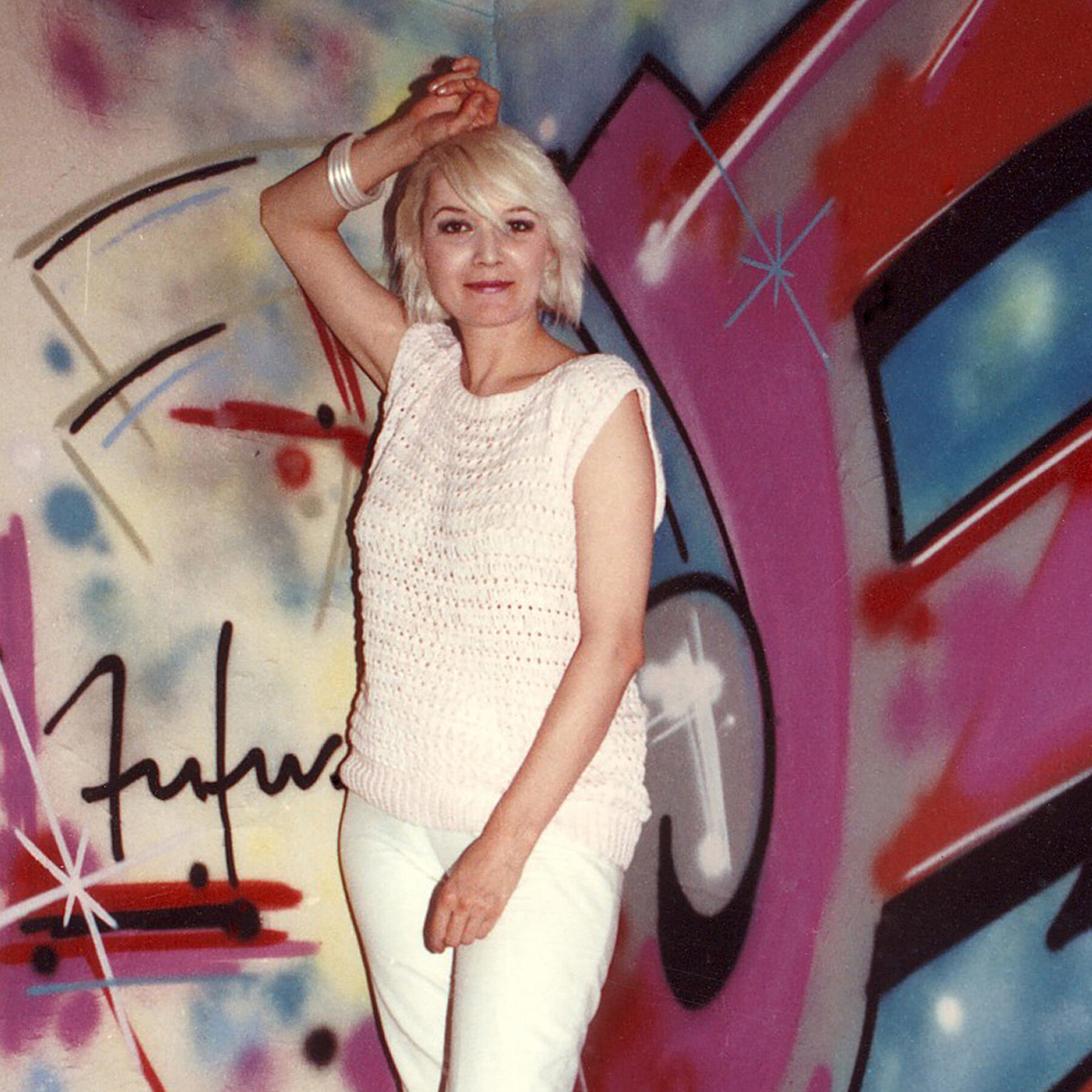

패티 애스터(Patti Astor, 1950년 3월 17일~2024년 4월 9일)는 미국의 영화배우이다. 악기 예술 갤러리 펀 갤러리를 공동으로 설립했다.

## 영화
- 언더그라운드 U.S.A.(1980년)
- 국외자들(1978년)